# Dědovické stráně
Dědovické stráně jsou přírodní rezervace rozkládající se východně od obce Dědovice v okrese Písek na levém břehu řeky Otavy, která je chráněná z důvodů výskytu dubohabrového porostu s bohatou květenou na granitovém podkladu. Z geologického pohledu je lokalita zajímavá pro kontakt dvou granitových typů. Rezervace je přístupná po polní cestě, která vede z Dědovic směrem k řece. Z rezervace je možné na protějším břehu pozorovat další přírodní rezervaci Výří skály u Oslova.

## Lokalita
Přírodní rezervace se nachází nad zátopovou čarou přehradní nádrží Orlík, v zákrutu řeky Otavy nedaleko obce Dědovice. Obec leží přibližně 1 kilometr západně až severozápadně. Jižní, východní a severní hranici území tvoří řeka Otava, západní část hranice pak prochází lesem táhnoucím se kolem řeky. Oblast je přístupná po lesní cestě vedoucí z obce Dědovice.

## Přírodní poměry
Z regionálního pohledu spadá oblast do Českého masivu a do konkrétně do moldanubika.

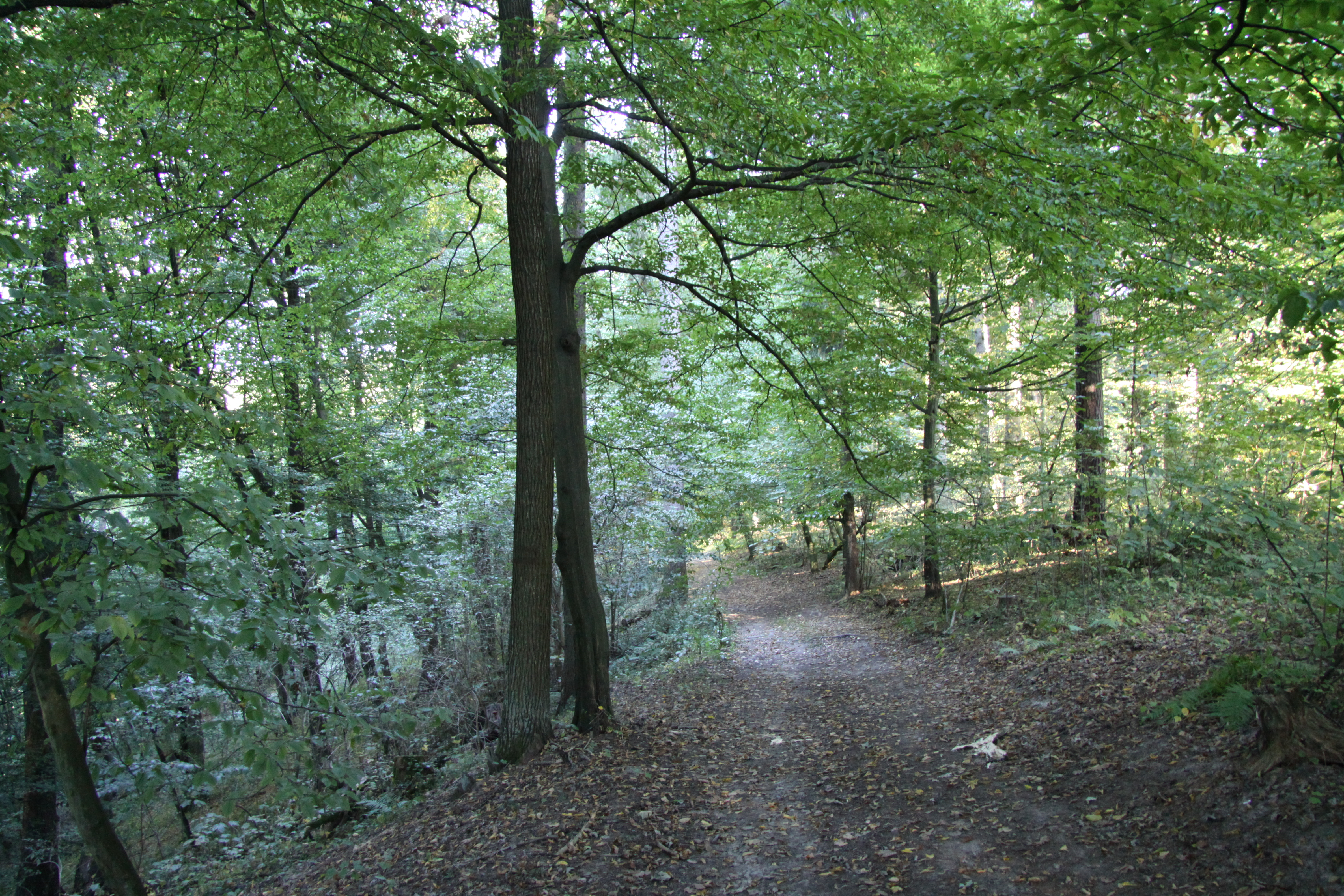
Pohled na lesní cestu vedoucí skrze přírodní rezervaci

### Geologie
V horninovém podloží přírodní rezervace převažuje usměrněný amfibol-biotitický a biotitický granodiorit červenského typu. V oblasti hřbetu protáhlého v západo-východním směru a v části severních a jižních svahů pak k povrchu vystupují žíly kataklastické biotitické a dvojslídné žuly. Vystupující magmatické horniny jsou variského stáří.

### Květena
V listnatém háji na svazích nad Otavou roste např. lilie zlatohlavá (Lilium martagon), samorostlík klasnatý (Actaea spicata), řeřišnice nedůtklivá (Cardamine impatiens), ostřice prstnatá (Carex digitata), kyčelnice cibulkonosná (Dentaria bulbifera), kyčelnice devítilistá (Dentaria enneaphyllos), náprstník velkokvětý (Digitalis grandiflora), pryšec sladký (Euphorbia dulcis), svízel lesní (Galium sylvaticum), jaterník podléška (Hepatica nobilis), zimolez pýřitý (Lonicera xylosteum), bika obecná (Luzula divulgata), pšeníčko rozkladité (Milium effusum), pomněnka lesní (Myosotis sylvatica), vraní oko čtyřlisté (Paris quadrifolia), věsenka nachová (Prenanthes purpurea), kokořík mnohokvětý (Polygonatum multiflorum), kokořík lékařský (Polygonatum odoratum), kostival hlíznatý (Symphytum tuberosum), kopretina chocholičnatá (Pyrethrum corymbosum), starček německý (Senecio germanicus), pryskyřník hajní (Ranunculus nemorosus) aj. Na strmých skalnatých svazích se vyskytuje řebříček vratičolistý (Achillea tanacetifolia), řeřišičník písečný (Cardaminopsis arenosa), rmen barvířský (Anthemis tinctoria), chrpa chlumní (Centaurea triumfettii), tařice skalní (Alyssum saxatile), kostřava ovčí (Festuca ovina), rozchodník skalní (Sedum reflexum), rozchodník velký (Hylotelephium maximum), osladič obecný (Polypodium vulgare), tolita lékařská (Vincetoxicum hirundinaria), divizna knotovkovitá (Verbascum lychnitis), jetel alpínský (Trifolium alpestre), dobromysl obecná (Origanum vulgare) a další.[zdroj?]